# Prästtorpagölen
Prästtorpagölen är en sjö i Vetlanda kommun i Småland och ingår i Emåns huvudavrinningsområde. Sjön är 7,1 meter djup, har en yta på 0,03 kvadratkilometer och befinner sig 195 meter över havet.